# Mariusz Benoit
Mariusz Benoit, né le 23 novembre 1950 à Wrocław, est un réalisateur et acteur polonais.

## Filmographie
Réalisateur
- 1959 : Miłość i Gniew

Acteur
- 1995 : Szczur
- 1992 : Fausse sortie
- 1987 : Le Jeune Magicien
- 1981 : Wielka majówka
- 1980 : Przed odlotem
- 1962 : Histoire de deux enfants qui volèrent la Lune

## Théâtre
- 1983 Yvonne, princesse de Bourgogne de Z. Hübner
- 1983 Barouf à Chioggia de Waldemar Śmigasiewicz et Maciej Wojtyszko : Toffolo
- 1980 Le Tartuffe ou l'Imposteur de Marcel Kochańczyk : Tartuffe

## Récompenses et distinctions
- Croix de Chevalier dans l'Ordre Polonia Restituta
- Médaille d'argent Gloria Artis